# Court Tombs von Ballyglass
 Die beiden Court Tombs von Ballyglass (irisch An Baile Glas; dt. der grüne Ort) liegt bei Ballycastle im County Mayo in Irland.
Court Tombs oder Court Cairns (Hofgräber) gehören zu den megalithischen Kammergräbern (englisch chambered tombs) der Insel. Sie werden mit etwa 400 Exemplaren nahezu ausschließlich im Norden der Republik Irland und in Nordirland gefunden.
In der Nähe liegen die Céide Fields, die Portal Tombs von Ballyknock und der Menhir von Doonfeeny.

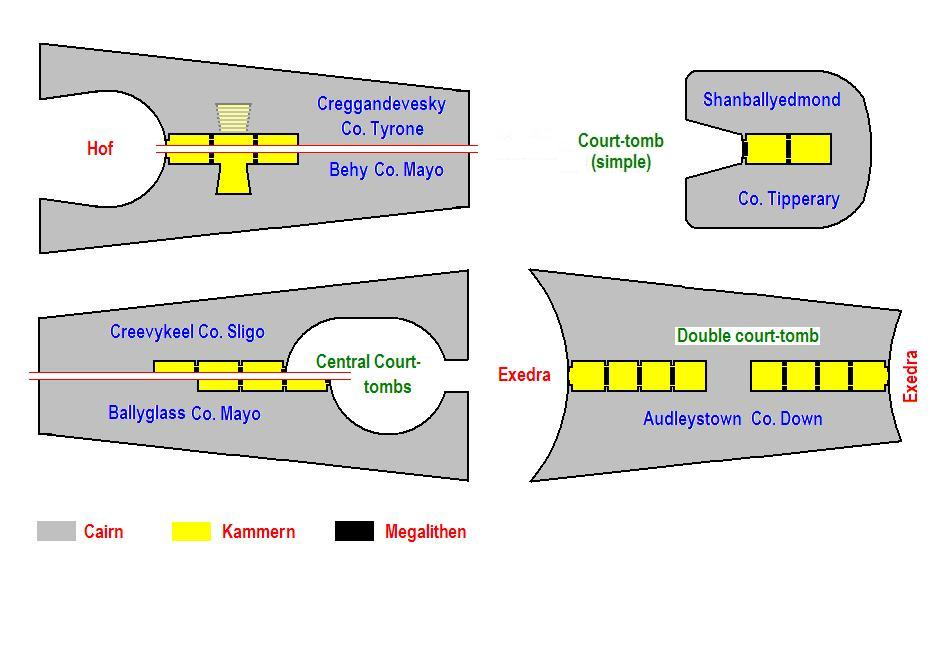
Court Tombformen – links unten Ballyglass

## Court Tomb (MA007-045001)
Lage: 54° 17′ 4,7″ N, 9° 23′ 18″ W
Diese Anlage ist sehr gut erhalten (wenn auch von Gestrüpp überwuchert). Sie ist von NW nach SO orientiert und besteht aus einem zentralen Hof sowie je einer Galerie an den beiden Enden. Der elliptische Hof ist 11,50 m lang und 7,25 m breit. Er wird von 27 Steinen begrenzt, die eine durchschnittliche Höhe von 0,75 m haben.
Die beiden Galerien bestehen jeweils aus zwei Kammern.
Die Umrisse eines möglichen Steinhügels (35 × 15 m) sind schwach zu erkennen.

## Court Tomb (MA007-046)
Lage: 54° 16′ 53,6″ N, 9° 23′ 11,1″ W
Diese Anlage liegt circa 250 m südöstlich von  MA007-045001. Sie ist von WNW nach OSO orientiert und zum Teil zerstört.

### Beschreibung
Die Ausgrabungen des Court Tombs erfolgten 1968 und 1972. Die 23 m lange Struktur besteht aus dem konkaven Hof (en: „court“), von dem aus man durch eine kurze, von Orthostaten gebildete Gasse zu einem etwa sechs Meter breiten und zehn Meter langen ovalen Hof gelangt, der an einer der Langseiten des Ovals den Zugang zu den beiden gegenüber liegenden Galerien, bestehend aus je zwei Kammern, besitzt. Die Galerien sind schwer beschädigt, aber ihr Grundriss wurde durch die Entdeckung der Stümpfe der Orthostaten gesichert. Die Megalithanlage war von einem doppeltrapezförmigen Steinhügel umschlossen, dessen schmales südöstliches Ende unter einer nahegelegenen Straße liegt, während das nordwestliche Ende fast völlig abgetragen ist. Die basalen Schichten eines Trockenmauerwerks, das den Cairn umgab, wurden über weite Strecken entlang der Südseite aufgedeckt.

### Funde
Die Ausgrabung von 1968 erbrachte eine Anzahl von Abschlägen aus Kieselschiefer und Feuerstein zusammen mit über 300 Hornsteinartefakten. Die Funde waren außerhalb des südlichen Steinhügels und im nördlichen Teil des Vorplatzes konzentriert. Die Entdeckung von Spuren eines Holzhauses am und unter dem Steinhügel erforderte 1972 neue Grabungen. Sie wurden zunächst in jenen Bereichen durchgeführt, wo die Kleinfunde am dichtesten konzentriert waren, und später erweitert. Sie führten zur Entdeckung zweier Holzbauten im Bereich der Abschlagkonzentrationen. Die Strukturen und ihre Umgebung wurden vollständig untersucht.
Der Teil einer etwa rechteckigen Holzkonstruktion verlief in etwa parallel zum Rand des Steinhügels. Die etwa 6,50 m × 3,0 m messende Struktur bestand aus einem langen unregelmäßigen Wandgraben an der Südseite mit kurzen Schlitzen am Ost- und Westende. Auf der Nordseite der Struktur wurden keine Wandspuren oder Pfostenlöcher gefunden. Auch die Wandgräben enthielten keine Pfostenlöcher, aber eine Reihe von weit auseinander liegenden Pfahllöchern wurde entlang der südlichen Innenseite und am Ostende der Struktur gefunden. Ein drei Meter breiter Halbkreis aus acht Pfahllöchern wurde zwischen der Westseite der Struktur und dem Cairn gefunden. Seine offene Seite ist dem Cairn zugewandt.
Der graue, holzkohlereiche Boden außerhalb und die Gruben unterhalb des Steinhügels variieren in der Stärke zwischen einem und zehn Zentimetern, aber die genauen Grenzen waren kaum zu definieren. Der graue Boden erstreckte sich nicht auf die auf dem Vorplatz gefundene Struktur. Die Entfernung des Oberbodens zeigte einen gekrümmten Wandgraben mit einer aschgrauen Füllung. Am östlichen und südlichen Ende lag ein zweiter Graben mit einer Füllung aus Erde und kleinen Steinen. Dieser 5,5 m lange, gerade Wandgraben lief in etwa parallel zum nördlichen Rand des Vorplatzes, in Nord-Süd-Richtung. Eine Reihe von Pfostenlöchern wurde in beiden Wandgräben gefunden. Innerhalb der Struktur lagen weitere Pfostenlöcher und einige flache Gruben.
Einige Artefakte aus Feuer- und Hornstein wurden in den Wandgräben beider Holzstrukturen gefunden und einige kleine unverzierte Scherben stammten aus der Wandstruktur außerhalb des Cairns.
Die Natur der beiden Holzstrukturen ist unklar, aber die große Anzahl von Artefakten und Abschlägen kann andeuten, dass sie Werkstätten waren. Eine Reihe von Gräben wurde in den Räumen beider Strukturen entdeckt. Ihre Natur oder ihr Datum sind unbekannt.